# فرنوی (پنسیلوانیا)
فرنوی (به انگلیسی: Fernway) یک منطقهٔ مسکونی در ایالات متحده آمریکا است که در شهرستان باتلر، پنسیلوانیا واقع شده‌است. فرنوی ۱۲٬۱۸۸ نفر جمعیت دارد.